# زهور الوطاسية
الزهراء (والمشهورة بزهور) بنت منصور بن زيان الوطاسي أخت أبي الحجاج يوسف الوطاسي، هي أميرة مغربية لعبت دورا مهما في آخر الدولة المرينية وأول عهد الدولة الوطاسية. بقيت فاس تحت حكمها نحو عام كامل بين 875هـ -. ـه 876
بعد خلع السلطان المريني عبد الحق الثاني بايع أهل فاس محمد بن علي العمراني الجوطي سلطانا على المغرب، لكن إمارة هذا الشريف الإدريسي لم تدم طويلا إذ سرعان ما خلعه أبو الحجاج يوسف بن منصور الوطاسي سنة 875هـ، فبقيت سلطة فاس في يد أخت أبي الحجاج زهور الوطاسية مع قائده السجيري إلى أن تولى الأمر سنة 876هـ محمد الشيخ الوطاسي، أول ملوك الوطاسيين.